# Hinterschmiding
Hinterschmiding – miejscowość i gmina w Niemczech, w kraju związkowym Bawaria, w rejencji Dolna Bawaria, w regionie Donau-Wald, w powiecie Freyung-Grafenau, siedziba wspólnoty administracyjnej Hinterschmiding. Leży w Lesie Bawarskim, około 5 km na północny zachód od Freyung.

## Dzielnice
W skład gminy wchodzą dwie dzielnice: Herzogsreut und Hinterschmiding

## Demografia
| Rok  | Liczba mieszk. |
| ---- | -------------- |
| 1970 | 1 937          |
| 1987 | 2 107          |
| 2000 | 2 513          |
| 2005 | 2 552          |
| 2008 | 2 542          |

### Struktura wiekowa
Dane o ludności z 31 grudnia 2008:
| Opis                                | Ogółem | Ogółem | Kobiety | Kobiety | Mężczyźni | Mężczyźni |
| ----------------------------------- | ------ | ------ | ------- | ------- | --------- | --------- |
| Jednostka                           | osób   | %      | osób    | %       | osób      | %         |
| Populacja                           | 2542   | 100    | 1289    | 50,71   | 1253      | 49,29     |
| Wiek przedprodukcyjny (0–17 lat)    | 530    | 20,85  | 253     | 9,95    | 277       | 10,9      |
| Wiek produkcyjny (18–65 lat)        | 1595   | 62,75  | 795     | 31,27   | 800       | 31,47     |
| Wiek poprodukcyjny (powyżej 65 lat) | 417    | 16,4   | 241     | 9,48    | 176       | 6,92      |

## Polityka
Wójtem jest Heinrich Lenz z CSU, rada gminy składa się z 14 osób.
|      | CSU | ÜWG | FWGH | FWG | PH | Razem |
| 2008 | 4   | 4   | 4    | -   | 2  | 14    |
| 2002 | 5   | 3   | 3    | 3   | -  | 14    |

## Oświata
W gminie znajduje się przedszkole oraz szkoła podstawowa (13 nauczycieli, 214 uczniów).